# Храм Державной иконы Божией Матери (Москва)
Храм Держа́вной ико́ны Бо́жией Ма́тери — деревянный православный храм-часовня в Москве, входящий в состав комплекса храма Христа Спасителя. Относится к Центральному благочинию Московской епархии.
Бревенчатый храм во имя Державной иконы Божией Матери был предтечей основного храма и вместе с другим малым Покровским храмом расположен на территории парка вокруг него. Возведён по проекту архитектора Андрея Оболенского в 1995 году рядом со строящимся храмом Христа Спасителя, который должен был как бы предварить восстановление храма Христа Спасителя на историческом месте. Со строительства этой церкви и началось восстановление храма Христа Спасителя.
В часовне имеется почитаемый список «Державной» иконы, перед которым совершается акафист Пресвятой Богородице.

## История возведения

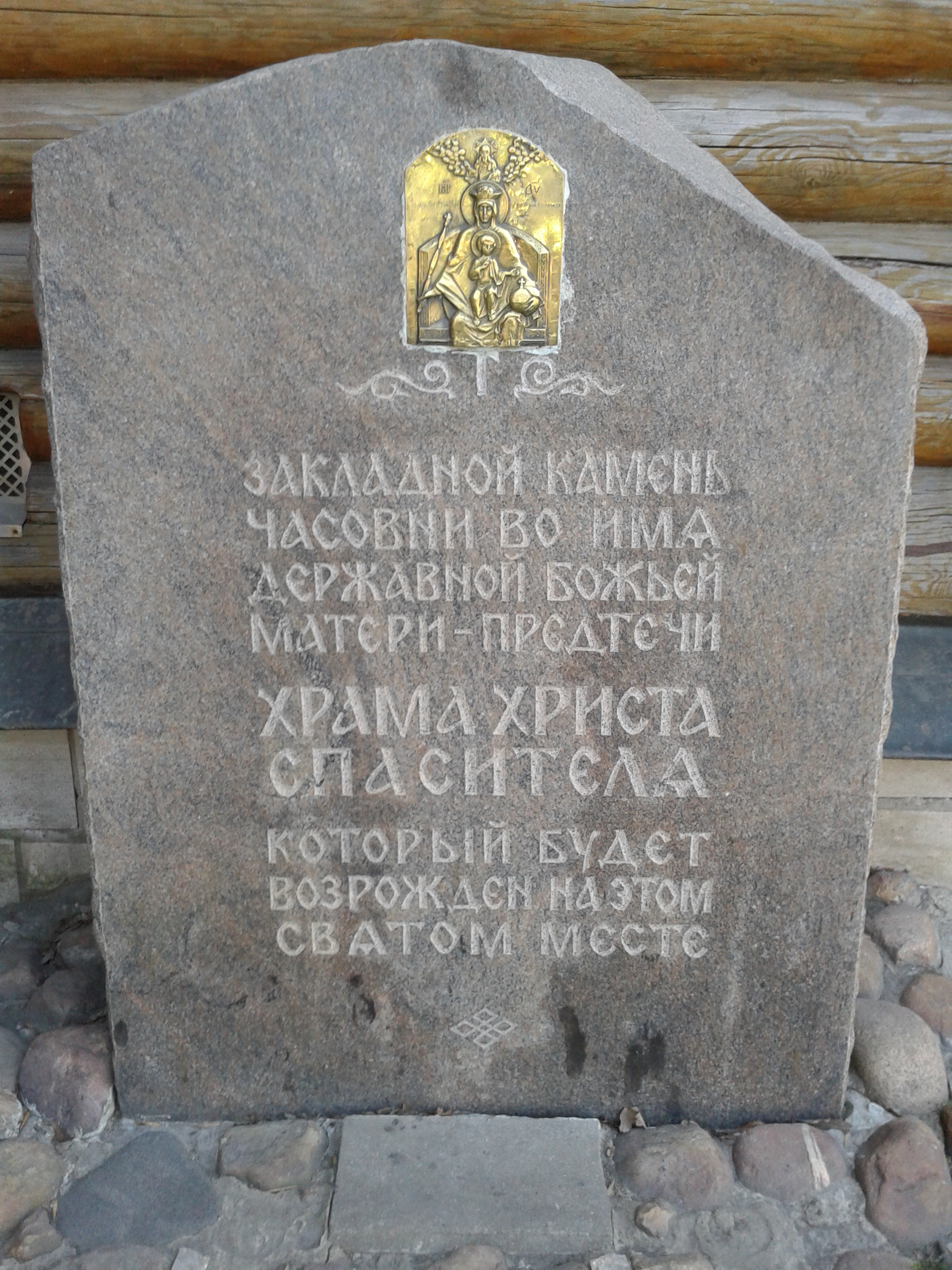
Закладной камень у храма Державной иконы Божией Матери

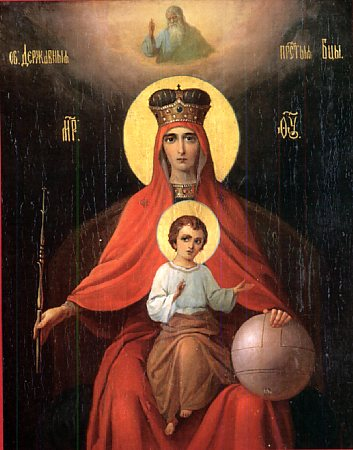
Державная икона Божией Матери

5 декабря 1990 года на Волхонке, близ того места, где стоял храм Христа Спасителя, был торжественно установлен гранитный камень с высеченной надписью:
Закладной камень часовни во имя Державной Божией Матери — предтечи Храма Христа Спасителя, который будет возрождён на этом святом месте
В 1995 году храм Державной иконы Божией Матери был возведён.
Сразу же после этого было организовано общественное движение за воссоздание храма Христа Спасителя, в которое входили Владимир Солоухин, Владимир Мокроусов, Владимир Крупин, Георгий Свиридов, Валентин Распутин. В храме Державной иконы Божией Матери начались регулярные богослужения, постоянно совершалась молитва о скорейшем возрождении храма Христа Спасителя, молитва за строителей и благотворителей.
В 1999 году храм Христа Спасителя был воссоздан.

## Торжественное открытие
8 ноября 1995 года состоялось торжественное открытие и освящение храма патриархом Московским и всея Руси Алексием II.
В дальнейшем в летний период с июня по август богослужения в будничные дни переносятся из нижней Преображенской церкви храма Христа Спасителя в храм Державной иконы Божией Матери. В этот период храм открыт для посещения паломников ежедневно в течение дня.
8 ноября — в день освящения храма и 15 марта — в день памяти Державной иконы Божией Матери в храме проводятся праздничные богослужения.
Настоятелем храма-часовни является ключарь храма Христа Спасителя протоиерей Михаил Рязанцев.

## Архитектура храма
Малый храм-часовня иконы Божией Матери «Державная» храмового комплекса храма Христа Спасителя был сооружён в традиционном Русском стиле в виде бревенчатого сруба, в плане имеющего форму базилики с килевидными арочными наружными сводами над входами с трёх сторон и абсидой с четвёртой. Над каждым из четырёх арочных сводов установлены главки-маковки. Центральная часть увенчана шатровым шпилем с центральной маковкой. Все маковки выполнены сусальным золотом. Здание стоит над землёй на каменном фундаменте высотой около метра, что придаёт ему ещё более величественный вид.

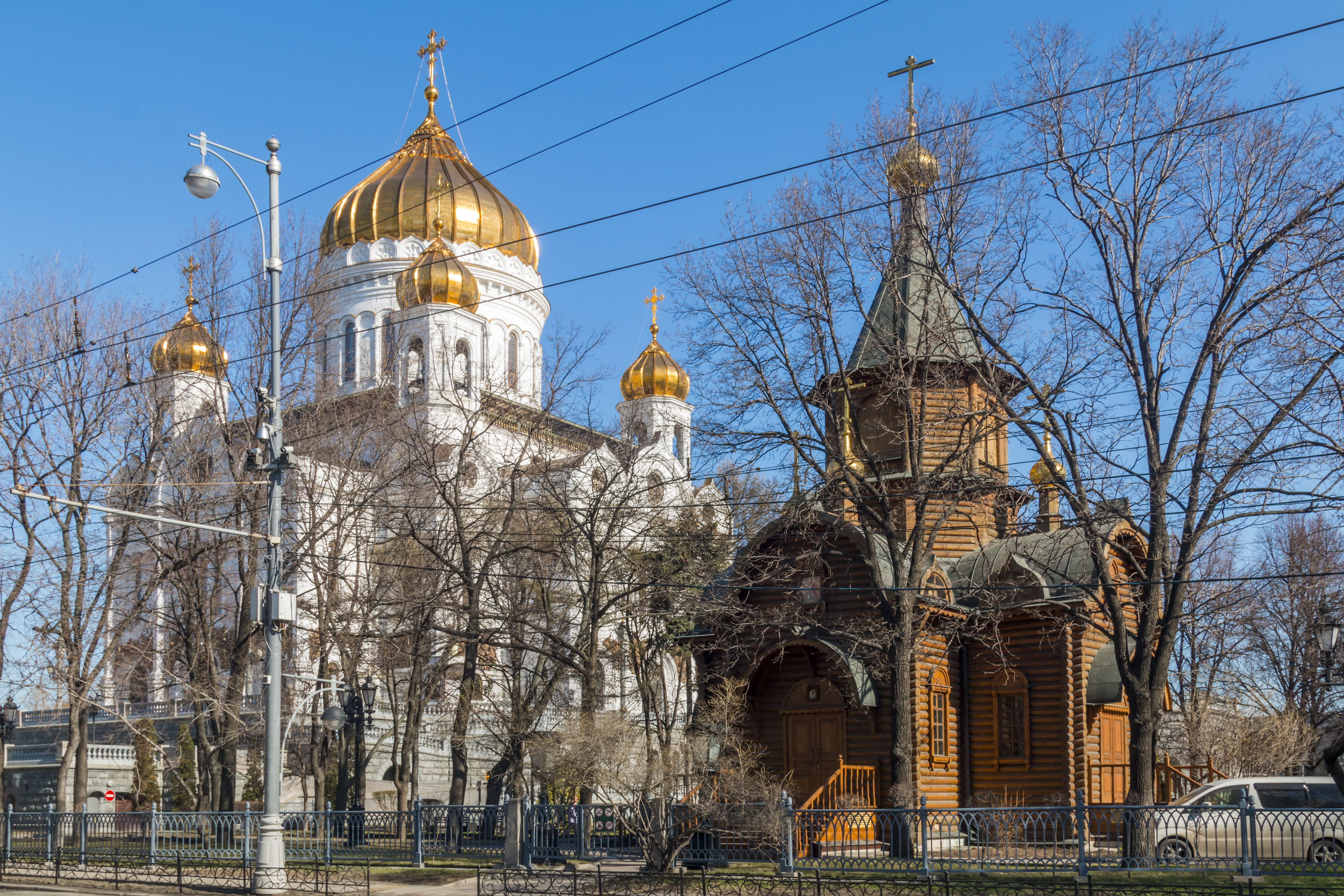
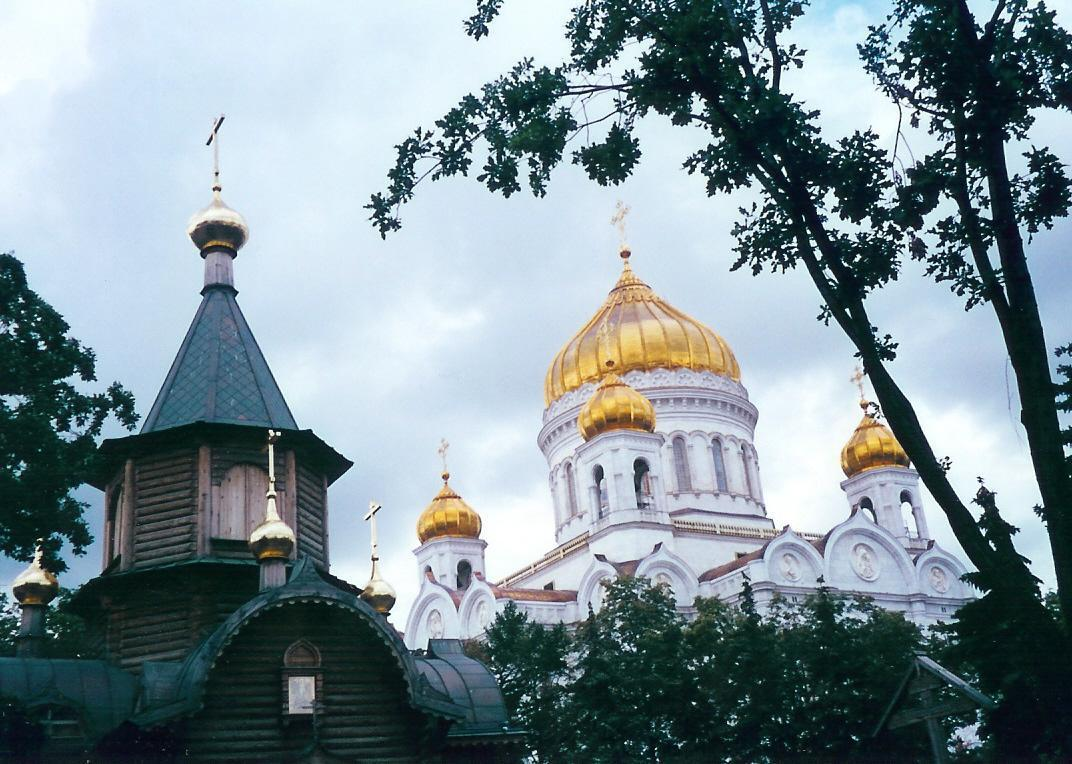